# Kanton Saint-Brieuc-Ouest
Der Kanton Saint-Brieuc-Ouest (bretonisch Kanton Sant-Brieg-Kornôg) war bis ein französischer Wahlkreis im Arrondissement Saint-Brieuc, im Département Côtes-d’Armor und in der Region Bretagne. Er umfasste einen kleinen Teil des Zentrums sowie die Viertel Saint-Jouan, les Villages, la Ville Hellio, la Ville Jouha und Robien der Stadt Saint-Brieuc.

## Bevölkerungsentwicklung
| 1990   | 1999   | 2006   | 2012   |
| ------ | ------ | ------ | ------ |
| 15.579 | 15.914 | 16.509 | 16.880 |